# 吳培國
吳培國（英語：Wu Peiguo，（1962年—））現任中國機械工業集團有限公司旗下中國國機重工集團有限公司及常林股份有限公司董事長兼黨書記，以及中国福马机械集团有限公司總經理。

## 生平
1962年出生於江蘇省。在2005年委任中國國機重工集團有限公司管理層，1982年，進入常林股份有限公司工作一直至今。畢業於南京林業大學博士学位。

## 相關連結
- 吴培国：福马机械要打造一流林业装备集团[永久]
- 吴培国 南京林業大學